# Simon Radostits
Simon Radostits (* 21. April 2002 in Wien) ist ein österreichischer Fußballspieler.

## Karriere
Radostits begann seine Karriere beim ASK Oberdorf. Im Oktober 2009 wechselte er zum Wiener Sportklub. Im September 2013 kam er in die Jugend des FK Austria Wien, bei dem er ab der Saison 2016/17 auch sämtliche Altersstufen in der Akademie durchlief.
Im Jänner 2020 rückte er in den Kader der zweiten Mannschaft der Austria. Sein Debüt für diese in der 2. Liga gab er im Oktober 2020, als er am sechsten Spieltag der Saison 2020/21 gegen den SC Austria Lustenau in der 83. Minute für Facundo Perdomo eingewechselt wurde. Insgesamt kam er zu drei Zweitligaeinsätzen für die Violets. Im August 2021 verließ er die Austria nach acht Jahren.
Nach einer Halbsaison ohne Verein wechselte der Mittelfeldspieler im Jänner 2022 zurück in seine Heimat Burgenland zum viertklassigen SV Oberwart.